# Cubazomus montanus
Espèce
Cubazomus montanus est une espèce de schizomides de la famille des Hubbardiidae.

## Distribution
Cette espèce est endémique de la province de Granma à Cuba,. Elle se rencontre vers Buey Arriba entre 1 000 et 1 110 m d'altitude dans la Sierra Maestra.

## Description
Les mâles mesurent de 3,55 à 3,75 mm.

## Taxonomie
Le nom valide complet (avec auteur) de ce taxon est Cubazomus montanus Teruel, 2004.

## Publication originale
- Teruel, 2004 : Nuevas adiciones a la fauna de esquizómidos de Cuba oriental, con la descripción de cuatro nuevas especies (Schizomida: Hubbardiidae). Revista Iberica de Aracnologia, vol. 9, p. 31-42 (texte original).